# Lepanthes avis
Lepanthes avis es una especie de orquídea epífita originaria de México en  (Veracruz, Oaxaca).

## Taxonomía
Lepanthes avis fue descrita por Heinrich Gustav Reichenbach y publicado en Xenia Orchidacea 1: 144, t. 50. 1856.
Etimología
Ver: Lepanthes
avis: epíteto latíno que significa "pájaro".
Sinonimia
- Lepanthes congesta R.E.Schult.[4][1]